# Ante Čačić
Ante Čačić (nascut el 29 de setembre de 1953) és un entrenador de futbol croat, que actualment dirigeix la selecció croata. Es va graduar a la facultat d'Educació Física de la Universitat de Zagreb. Fou un dels deu primers entrenadors de Croàcia en assolir la UEFA Pro Licence, el màxim grau d'entrenador concedit per la UEFA.

## Carrera com a entrenador
Durant la seva carrera, ha assolit amb èxit l'ascens a la màxima categoria amb els equips Inter Zaprešić i Dubrava. També ha entrenat els equips Zadar, NK Osijek, Slaven Belupo, Kamen Ingrad, Croatia Sesvete i Lokomotiva.
La temporada 2002–03, Čačić fou el timó de l'Inter Zaprešić a la Divisió Sud de la Druga HNL. El març de 2003, va dimitir després de perdre amb el líder, l'Uljanik, cosa que deixava l'Inter en segon lloc a cinc punts del líder. Fou substituït per Ilija Lončarević, qui va assolir l'ascens a la Prva HNL. Quan Lončarević fou triat com a entrenador de Líbia, va nomenar Čačić assistent seu. Durant el temps que va ser a Líbia, fou nomenat entrenador de l'equip Sub-20 que va disputar els Jocs del Mediterrani 2005 a Almeria. Després de perdre en semifinals contra l'equip amfitrió, va guanyar la medalla de bronze en derrotar el Marroc a la tanda de penals.
El juny de 2006, Čačić va retornar a Croàcia on fou nomenat entrenador del Kamen Ingrad, però en només tres mesos va acabar el contracte. L'octubre de 2006, va tornar a prendre les regles de l'Inter Zaprešić després que l'equip fes fora Srećko Bogdan. Čačić va dur l'Inter a la primera posició de la Druga HNL 2006–07 i l'equip va ascendir a la Prva HNL. Després d'un començament decebedor la temporada següent, el van fer fora l'agost de 2007. L'octubre de 2011, Čačić fou nomenat entrenador de la Lokomotiva. L'equip acabà sisè el campionat d'hivern i sense derrota en els quatre partits entrenats per Čačić.
El 23 de desembre de 2011, Čačić va signar un contracte d'un any i mig amb el Dinamo de Zagreb. Després que el destituïssin del Dinamo el novembre de 2012, Čačić va estar sense equip fins a l'abril de 2013, quan es va fer càrrec del Radnik Sesvete. Va deixar el Radnik Sesvete pocs mesos més tard, quan a començaments del juny de 2013 va acceptar l'oferta del campió eslovè, el Maribor. Després de la destitució de Niko Kovac degut als mals resultats en les fases de classificació europees, Cacic fou nomenat entrenador de la selecció croata. Aquest nomenament fou molt controvertit, però finalment va aconseguir situar Croàcia (segona, rere Itàlia) a l'Eurocopa 2016.

## Palmarès
Zadar
- Tercera Divisió Iugoslava: 1990–91

Dubrava
- Segona Divisió Croata: 1992–93

Inter Zaprešić
- Segona Divisió Croata: 2002–03

Dinamo Zagreb
- Lliga croata: 2011–12
- Copa croata: 2011–12

Maribor
- Supercopa eslovena: 2013[13]

Líbia Sub-20
- Jocs del Mediterrani: 2005 (medalla de bronze)[3]